# Hypochilidae
Hypochilidae – rodzina pająków z grupy Araneomorphae. Według The World Spider Catalog Normana Platnicka z 2010 roku należą do niej dwa rodzaje obejmujące dwanaście gatunków. Bardziej zróżnicowanym rodzajem jest Hypochilus z dziesięcioma gatunkami, natomiast Ectatosticta obejmuje zaledwie dwa gatunki. Nie są znane żadne kopalne pająki należące do tej rodziny. Hypochilidae to prymitywne pająki, wykazujące wiele cech plezjomorficznych. Hypochilus występują w chłodnych i wilgotnych górskich mikrosiedliskach na terenie Ameryki Północnej, podczas gdy pająki z rodzaju Ectatosticta żyją na terenie Chin – jak dotąd odnaleziono niewielką liczbę przedstawicieli tego rodzaju, a ich środowisko życia nie jest dobrze poznane. Większość analiz kladystycznych potwierdza pozycję filogenetyczną Hypochilidae jako najbardziej bazalnej grupy pająków wewnątrz Araneomorphae i taksonu siostrzanego wobec kladu Neocribellatae, obejmującego wszystkich pozostałych przedstawicieli Araneomorphae. W 1967 roku Lehtinen umieścił rodzaj Ectatosticta w monotypowej rodzinie Ectatostictidae, jednak Platnick w 1977 roku stwierdził, że odrębność rodzajowa dla taksonów siostrzanych jest wystarczająca i zsynonimizował Ectatostictidae z Hypochilidae.
Uproszczony kladogram Araneomorphae z zaznaczeniem pozycji Hypochilidae według Coddingtona i Leviego (1991)
|  | Gradungulidae  |
|  |                |
|  | Austrochilidae |
|  |                |

|  | Haplogynae  |
|  |             |
|  | Entelegynae |
|  |             |

|  | Gradungulidae  |
|  |                |
|  | Austrochilidae |
|  |                |

|  | Haplogynae  |
|  |             |
|  | Entelegynae |
|  |             |

|  | Gradungulidae  |
|  |                |
|  | Austrochilidae |
|  |                |

|  | Haplogynae  |
|  |             |
|  | Entelegynae |
|  |             |

|  | Gradungulidae  |
|  |                |
|  | Austrochilidae |
|  |                |

|  | Haplogynae  |
|  |             |
|  | Entelegynae |
|  |             |